# Autobusna linija br. 128 u Zagrebu
Linija 128 (Črnomerec – Lukšići) dnevna je autobusna linija u Zagrebu.
Prometuje na trasi: Črnomerec – ul. Črnomerec – Krčelićeva ulica – Sveti Duh – Bijenik – Lukšić – Mikulići – Lukšići okretište
Povezuje Lukšiće i Sveti duh s Črnomercem gdje se ostvaruje presjedanje na tramvaj. Važna je veza s Kliničkom bolnicom Sveti Duh.
Iako se početno-krajnje stajalište naziva Lukšići - okretište, u Lukšićima ne postoji pravo okretište. Autobus se polukružno okreće unatrag u ulicu Mali potok.

## Vanjske poveznice
- Vozni red linije 128

1. ↑  Datoteke u GTFS formatu. zet.hr. Pristupljeno 5. lipnja 2025. - Sadrži informacije tijela javne vlasti u skladu s Otvorenom dozvolom